# Rhagada intermedia
Rhagada intermedia är en snäckart som beskrevs av Alan Solem 1997. Rhagada intermedia ingår i släktet Rhagada och familjen Camaenidae. Inga underarter finns listade i Catalogue of Life.